# Basjnja
Basjnja (russisk: Башня) er en sovjetisk spillefilm fra 1987 af Viktor Tregubovitj.

## Medvirkende
- Olga Ostroumova som Kara Semjonovna
- Vadim Lobanov som Ivan Vasiljevitj
- Georgij Burkov som Sanja
- Sergej Sazontev som Dima
- Ivan Agafonov som Ivan Filippovitj